# Scott Schwartz

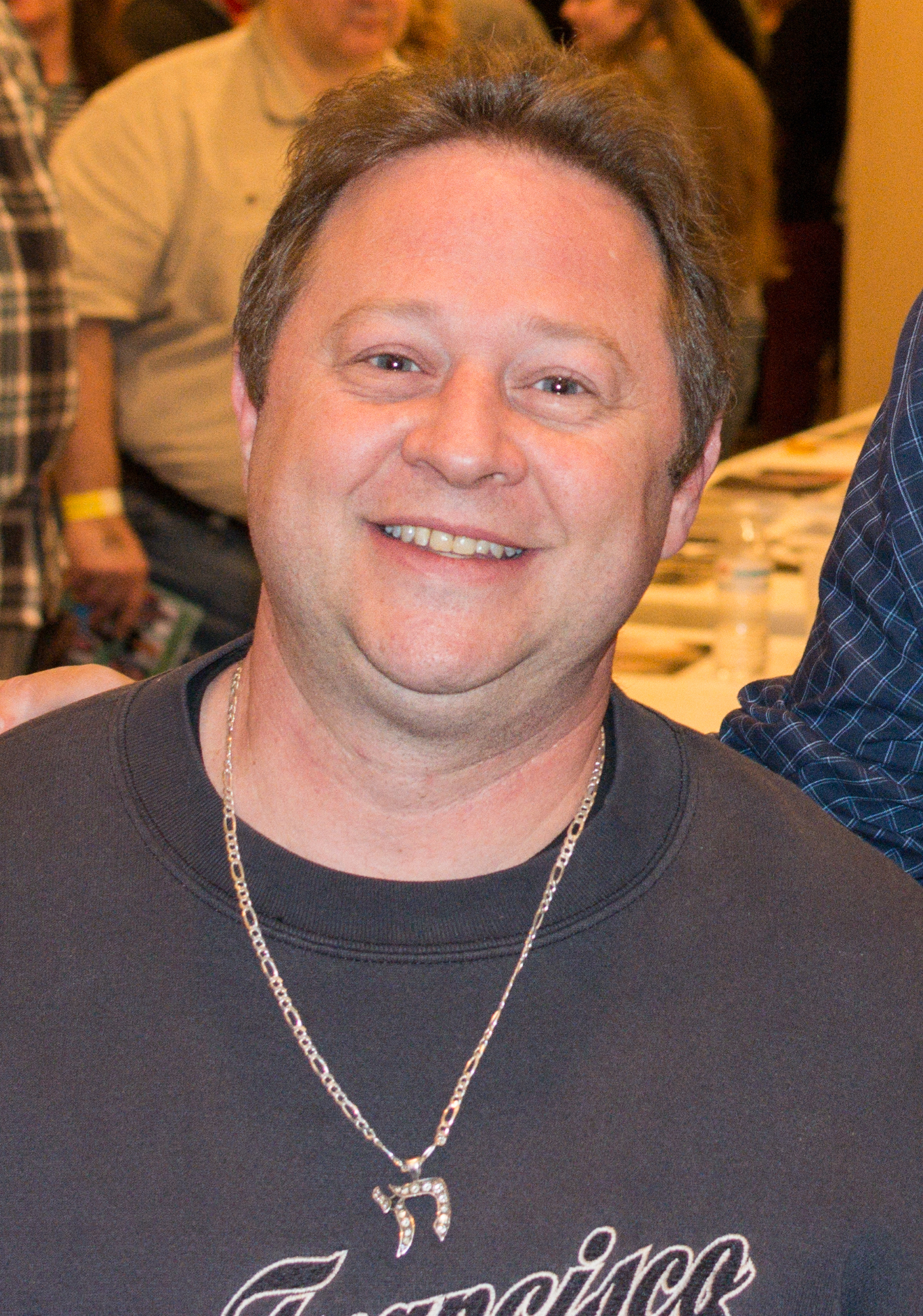
Scott Schwartz

Scott R. Schwartz (* 12. Mai 1968 in Sacramento, Kalifornien) ist ein US-amerikanischer Schauspieler und Filmregisseur.

## Leben
Schwartz übernahm schon als Kind Rollen in bekannten Filmen. Noch 2005 nahm er Platz 85 der 100 bekanntesten Kinderstars ein. Für seine Rolle im Film Der Spielgefährte gewann er den Young Artist Award. Außerdem war er in Fröhliche Weihnachten und Raiders of the Living Dead zu sehen. Als Schwartz in die Pubertät kam, ließ seine Schauspielkarriere etwas nach. Ab 1990 war er in verschiedenen Funktionen in der Sexfilmbranche tätig, agierte aber nie unbekleidet vor der Kamera. 1997 gewann er sogar einen AVN Award. Diese Branche verließ er später und nahm Rollen in eher unbekannten Filmen an.
Später arbeitete Schwartz als Manager für verschiedene Schauspieler. Diesen Job beendete er aber, weil es ihm keinen Spaß machte.
Schwartz beteiligte sich am Geschäft seines Vaters in Westlake Village, wo unter anderem Filmsammlerstücke und Baseballkarten verkauft werden.

## Filmografie (Auswahl)
- 1981: Nurse (Fernsehserie, Folge 2x04)
- 1982: Der Spielgefährte (The Toy)
- 1983: Fröhliche Weihnachten (A Christmas Story)
- 1984: Kidco
- 1985: Ein kurzes Leben lang (A Time to Live, Fernsehfilm)
- 1986: Raiders of the Living Dead
- 1987: 21 Jump Street – Tatort Klassenzimmer (21 Jump Street, Fernsehserie, Folge 1x07 Abgerutscht)
- 1987: Full House (Rags to Riches, Fernsehserie, Folge 2x03)
- 1988: Black Scorpion
- 1990: Turm der Lust (Beauty and the Beast: Part II)
- 1998: Flashpoint
- 2004: Skin Walker
- 2009: Community College
- 2014–2015: The Comeback Kids (Fernsehserie, 4 Folgen)
- 2022: A Christmas Story Christmas: Leise rieselt der Stress (A Christmas Story Christmas)